# Sant Esteve Sesrovires
Sant Esteve Sesrovires, sovint només Sesrovires, és un municipi de la comarca del Baix Llobregat i de la comarca natural del Montserratí.

## Geografia[1]
El municipi, amb una extensió de 18,47 km², està situada en el sector nord de la comarca del Baix Llobregat, veí de les comarques de l'Alt Penedès i l'Anoia.
El territori limita per la part del nord amb Abrera, pel sud amb Castellví de Rosanes i Martorell, per l'est amb Martorell, l'oest amb Sant Llorenç d'Hortons, pel sud-oest amb Gelida i el nord-oest amb Masquefa i els Hostalets de Pierola.
El límit del terme de Sant Esteve amb el de Martorell passa pel turó del Pou del Merli (161 m). L’Anoia, a migdia, és la divisòria natural amb Castellví de Rosanes.
Les terres són planes, amb lleugeres ondulacions, travessades per diversos torrents que desguassen a l’Anoia o al Llobregat. Entre els darrers es destaca el torrent de Llops, que neix sota la Beguda Alta i en el qual desguassa el del Canals, amb el del Torres i el de Can Sitges, i el de Ca n’Estella. El de Can Noguera fa de termenal septentrional amb el municipi d’Abrera. Dels que aboquen a l’Anoia, el de Can Bargalló és divisòria occidental amb el terme de Sant Llorenç d’Hortons. Hi ha, a més, el torrent de Can Margarit i el de la Torrassa.
El municipi és bàsicament pla amb lleugeres ondulacions apte per l'explotació agrícola i ramadera, tot i que aquesta activitat ha anat disminuint a favor de la indústria.
És travessat per diversos torrents que desguassen al Llobregat (com és el cas del torrent de Llops, que neix sota la Beguda Alta i en el qual desguassa el del Canals, amb el del Torres i el de Can Sitges, i el de Ca n’Estella. El de Can Noguera fa de termenal septentrional amb el municipi d’Abrera) i els que ho fan a l'Anoia (el de Can Bargalló és divisòria occidental amb el terme de Sant Llorenç d’Hortons. Hi ha, a més, el torrent de Can Margarit i el de la Torrassa).
El nucli antic es va desenvolupar emplaçat sobre un replà entre el torrent de Llops i el de Canals i el de Ca n’Estella. L’eix longitudinal del poble és el Carrer Nou, anomenat de la guerra civil ençà de Serafí Julià; més a tramuntana aquest carrer, anomenat dels Germans Bach, rebia el nom tradicional de carrer de Dalt o del Raval. Segueix, amb l’avinguda de Montserrat al nord, amb el passeig que porta a l’estació del ferrocarril, i el carrer del Dr. Pau Costas (també dit carrer de Baix i, abans, del Pou) al sud. La configuració del nucli urbà de Sant Esteve començà a produir-se el 1863, any en què es dibuixà definitivament el carrer Major, degut a l’existència per la banda de llevant de Can Golard (avui Can Ferràs, on hi ha l’Ajuntament, construcció de vers el 1925, al lloc de l’antic mas), de Can Canals a l’altra banda del carrer de Martorell, i de l’església i la seva placeta pel cantó de ponent. Aleshores el poble de Sant Esteve Sesrovires era format per unes cent cases.

## Topònim
El topònim de Sant Esteve Sesrovires deriva de l'existència de boscos de roures, amb la incorporació de l'article definit en la forma arcaica «salada»: ses Rovires → les Rovires.

## Demografia[2]
| Entitat de població    | Habitants (2024) |
| Sant Esteve Sesrovires | 3.130            |
| Vallserrat             | 2.387            |
| Ca n'Amat              | 1.473            |
| Masia Bac              | 451              |
| Vinyes del Turó        | 221              |
| Can Bargalló           | 203              |
| Pou del Merli          | 136              |
| Can Prats              | 38               |
| Can Margarit           | 0                |
| Font: Idescat          |                  |

| 1497 f | 1515 f | 1553 f | 1717 | 1787 | 1857 | 1877  | 1887  | 1900 | 1910 |
| ------ | ------ | ------ | ---- | ---- | ---- | ----- | ----- | ---- | ---- |
| -      | 21     | 22     | 210  | 264  | 936  | 1.002 | 1.093 | 839  | 918  |

| 1920  | 1930 | 1940 | 1950 | 1960 | 1970  | 1981  | 1990  | 1992  | 1994  |
| ----- | ---- | ---- | ---- | ---- | ----- | ----- | ----- | ----- | ----- |
| 1.030 | 910  | 792  | 859  | 889  | 1.084 | 1.442 | 2.418 | 2.799 | 2.799 |

| 1996  | 1998  | 2000  | 2002  | 2004  | 2006  | 2008  | 2010  | 2012  | 2014  |
| ----- | ----- | ----- | ----- | ----- | ----- | ----- | ----- | ----- | ----- |
| 4.486 | 4.682 | 5.161 | 5.591 | 5.978 | 6.590 | 6.903 | 7.329 | 7.510 | 7.542 |

| 2016  | 2018  | 2020  | 2022  | 2024  | 2026 | 2028 | 2030 | 2032 | 2034 |
| ----- | ----- | ----- | ----- | ----- | ---- | ---- | ---- | ---- | ---- |
| 7.644 | 7.800 | 7.696 | 7.889 | 8.060 | -    | -    | -    | -    | -    |

## Administració
| Període      | Nom de l'alcalde/-essa   | Partit polític | Data de possessió |
| ------------ | ------------------------ | -------------- | ----------------- |
| 1979 - 1983  | Josep Valls i Bou        | A.D.I.         | 19/04/1979        |
| 1983 - 1987  | Joan Galceran i Margarit | PSC            | 28/05/1983        |
| 1987 - 1991  | Joan Galceran i Margarit | PSC            | 30/06/1987        |
| 1991 - 1995  | Joan Galceran i Margarit | PSC            | 15/06/1991        |
| 1995 - 1999  | Joan Galceran i Margarit | PSC            | 17/06/1995        |
| 1999 - 2003  | Joan Galceran i Margarit | PSC            | 03/07/1999        |
| 2003 - 2007  | Enric Carbonell i Jorba  | PSC            | 14/06/2003        |
| 2007 - 2011  | Enric Carbonell i Jorba  | PSC            | 16/06/2007        |
| 2011 - 2015  | Enric Carbonell i Jorba  | PSC            | 11/06/2011        |
| 2015 - 2019  | Enric Carbonell i Jorba  | PSC            | 13/06/2015        |
| 2019 - 2023  | Enric Carbonell i Jorba  | PSC            | 15/06/2019        |
| Des del 2023 | n/d                      | n/d            | 17/06/2023        |

## Història[1][3][4]
Els primers vestigis de població en temps dels romans haurien pogut concentrar-se en alguna de les rovires enlairades del terme. Anterior al poblament medieval i sense connexió amb aquest, al Pou del Merli hi ha testimonis d’un eremitisme primitiu, relacionat amb la tradició visigòtica anterior. Hi ha tres eremitoris excavats artificialment a la roca, que foren aprofitats posteriorment com a barraques de pagès, per la qual cosa n’hi ha dos de molt transformats. Sobre els eremitoris, al cim del turó, hi ha vestigis d’un poblat que podria ser altmedieval.
Els orígens medievals de Sant Esteve Sesrovires, cal cercar-los en la baronia de Castellvell de Rosanes. La documentació més antiga que parla de la parròquia de Sant Esteve és del 1082. El 1221 Guillem de Montcada, senyor de la baronia, amb la seva mare Guilleuma de Castellvell, empenyorà als seus creditors, Berenguer Grau, Guillem de Llacera i altres, el Castellví de la Marca i el castell de Sant Esteve Sesrovires. Senyor de la baronia de Castellvell el 1329, Roger Bernat de Foix, essent al Castellví de Rosanes, rebé en presència de diversos nobles i del notari Francesc de Rubí homenatge feudal de Sibil·la, vídua de Ramon Rosanes, pels castells de Rosanes i de Sant Esteve Sesrovires. El 1404 el castell i la parròquia de Sant Esteve Sesrovires foren separats de la baronia pel rei Martí l’Humà, que els vengué a carta de gràcia a Pere Sacalm. El rei Martí vengué, també a Sacalm, la jurisdicció civil i criminal del lloc, amb obligació de fidelitat al monarca. Al cap de pocs anys, el 1426, el rei Alfons IV concedí a Ramon de Calders, la potestat de redimir el castell i la parròquia de Sant Esteve. Sembla, però, que Ramon de Calders, que havia de satisfer 22 000 sous barcelonesos de tern per la dita redempció, no la realitzà, ja que el 1503 el rei Ferran el Catòlic concedí l’esmentat dret al seu conseller i lloctinent del govern general de Catalunya, Lluís de Requesens. Així, Sant Esteve Sesrovires s’integrava, altra volta, en el patrimoni de la baronia de Castellvell, que era en mans dels Requesens.
Aquesta dependència de la baronia de Castellvell durà fins l’any 1813, que les Corts de Cadis aboliren tots els règims feudals. Tanmateix, fins l’any 1868 Sant Esteve Sesrovires no assolí una veritable victòria sobre el feudalisme, que després del 1813 havia continuat en la forma de caciquisme.

## Comunicacions
El municipi està ubicat en una zona que compte amb una important xarxa de transports i comunicacions. La seva proximitat amb la capital de província, Barcelona, a només 20 minuts per l'autovia del Llobregat (N-II) afavoreix aquesta situació. Per ferrocarril, disposa d'una parada dels Ferrocarrils de la Generalitat de Catalunya, a través de la línia Barcelona-Igualada, també anomenada R6. Una altra opció és anar amb RENFE fins a Martorell i enllaçar amb els ferrocarrils de la Generalitat catalana fins a Sant Esteve Sesrovires.
Per carretera, es pot arribar fins al municipi a partir de l'autovia del Llobregat, la A-2, direcció Lleida sortida Martorell per ca n'Amat. També s'hi pot arribar per l'autopista, per l'AP-2, sortida Martorell direcció Capellades. Incorporar-se a la B-224, a 7 km es troba l'entrada de Sant Esteve Sesrovires. I també hi passa una línia intercomarcal d'autobusos que el comunica amb les poblacions veïnes.

## Economia i indústria
Gràcies a la seva situació geogràfica propera a Barcelona, el sector industrial ha tingut un gran creixement en el municipi, passant per una fàbrica de mocadors de llana a principis del segle xx a més de 150 indústries actualment.
La vila acull els centres penitenciaris de Can Brians 1 i Can Brians 2

## Persones il·lustres
- Rosalia Vila i Tobella, cantant catalana.[5]
- Núria Pradas Andreu, escriptora. Premi Ramon Llull 2020.
- Jana Fernández, futbolista FC Barcelona (2002)[6]
- Beat Pere Tarrés i Claret, vicari de l'Església de Sant Esteve Sesrovires (1943).
- Ivan Moriana i Betrán, ballarí català a nivell internacional.

## Entitats
- Coral Sant Esteve
- La Colla de Trabucaires "Els Sesrovirencs"
- Gegants de Sant Esteve Sesrovires
- Esbart dansaire Sant Esteve
- Cofradía del Santo Cristo

## Masies

### Masia Ca n'Amat[7][8]

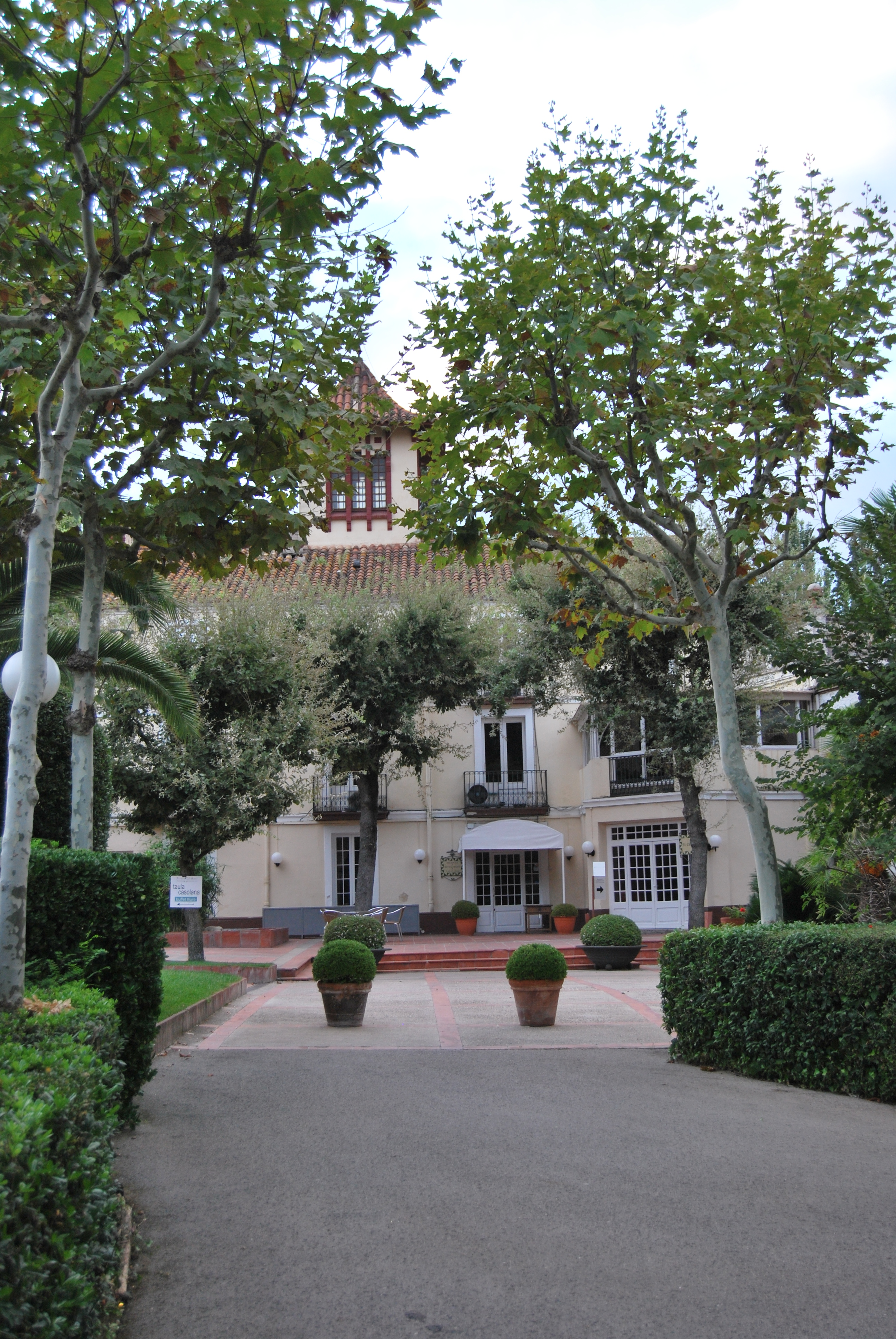
Ca n'Amat

Casa senyorial del 1889 actualment transformada en restaurant.
Residència senyorívola de planta baixa i dos pisos separats per frisos. Les obertures, finestres a la planta baixa i balcons als pisos superiors, estan emmarcades per motllures. A la part posterior hi ha una tribuna que agafa tota l'alçada de l'edifici; a les laterals hi ha dues galeries: una adossada i formada per un seguit d'arcs i l'altra, pertanyent a la mateixa construcció, té un seguit de columnes i està acabada per un fris de ceràmica modernista. La coberta és a dues aigües, paral·leles a la façana principal; a la part central s'aixeca una torratxa. Originàriament aquesta masia estava tancada per un barri, actualment modificat. Al seu interior es conserven pintures, en part restaurades. Tant l'exterior com l'interior presenten la seva estructura originària, encara que s'han fet obres de conservació. Aquesta estructura, si bé és de caràcter neoclàssic, ja presenta influències modernistes en l'ornamentació.
Hi destaca la torre mirador, amb finestres i coberta piramidal, i la galeria porxada que s'uneix perpendicularment a la façana principal descrivint l'espai del jardí.

### Masia Bach[9][10]
L'antiga masia del segle xviii coneguda com a Can Estrada va ser adquirida pels germans Pere i Ramon Bach i Escopet l'any 1915. Al seu lloc van alçar un edifici senyorial amb la doble funció de residència i bodega. L'edifici és una obra del 1918 construïda en un estil eclèctic amb elements d'inspiració renaixentista amb notes derivades del barroc espanyol. El projecte arquitectònic contemplava residència i bodegues de producció.
La família Bach provenia del sector tèxtil amb la fàbrica Comtals o Comdals de Manresa. El projecte va ser encarregat a l'arquitecte Josep Sala, el qual realitzà un viatge a Itàlia i França per prendre model del que volien els germans Bach. La producció de la Masia Bach va tenir una bona presència a l'Exposició Internacional de Barcelona, el 1929, sobretot a través del vi envellit que denominaren "extríssim", nom que provenia del cotó de primera qualitat portat d'Egipte i l'Índia.
L'any 1942 la família Bach ven la finca. El 1975 va ser adquirit per la família Raventós integrant-se al grup Codorniu.
És un gran casal de planta baixa, pis, golfes amb dues ales laterals, una torratxa en un dels costats i un cos en el costat esquerre dedicat a capella. La composició de buits i plens posa en relleu la simetria del conjunt tot i que les obertures la majoria amb llinda i d'altres, com la galeria correguda de les golfes, sigui en arc de punt rodó. La porta d'accés és en dovelles sobre la qual es troba una balconada de brèndoles de ferro forjat. En el capcer figura esgrafiat un rellotge de sol i la forma ondulant del coronament mostra cert parentiu barroquitzant amb hídries de terracota en els extrems. Tot el parament està arrebossat i estucat, que en planta baixa imita l'encoixinat, amb relació a la resta que és llis. En la façana del pis principal figuren dos plafons esgrafiats amb el motiu d'unes copes i sanefes. En el conjunt es pot trobar relació amb l'arquitectura vernacular i toscana, sobretot en el cos d'edifici destinat a capella amb els arcs ritmats i els òculs amb els que s'alterna.
Les construccions dedicades a la producció vinatera estan situades, bàsicament, a la part lateral i posterior de la casa.

### Masia Can Julià de la Riera[11][12]
Masia de mitjan segle xv, restaurada i transformada en un espai de trobada per a persones i grups per a fer activitats culturals. La casa té la façana principal d'època moderna on s'obren els balcons amb la barana de ferro.
La masia està formada per un edifici central de planta rectangular i tres plantes. A la part de davant hi ha un ampli pati tancat per un mur que l'envolta i que té entrada per una porta modernista. Al costat de la tanca, adossat, hi ha una petita casa del segle xviii.
La casa és documentada des del 1692. Ha sofert moltes transformacions, entre les quals destaca la darrera, feta amb estil modernista.
El mas va ser una important propietat de la família Bach, iniciadors dels vins del mateix nom.

### Masia Can Canals Nubiola[13][13][14][15][16]
Formant un conjunt amb l'edifici de les caves, el casal residencial de la família Canals va ser construït el 1863. Casa senyorial del segle xix d'estil eclèctic, amb elements decoratius neoclàssics, com les columnes que sostenen els arcs de la galeria porxada o els gerros amb fruits que decoren el portal d'entrada. Consta de planta i pisos, amb un ampli jardí a la part del darrere. Els balcons i les finestres conserven vells forjats. Sobre el jardí, al primer pis, hi ha una gran galeria coberta. També coneguda com a Can Goulart és ocupada per l'empresa productora de cava Roger Goulart. La bodega d'estil modernista adjacent va ser construïda per Ignaci Mas i Morell, contemporani d'Antoni Gaudí, en els primers anys del s.XX.
A petició de Josep Canals, propietari dels terrenys, al 1860 s’inicià la construcció de la cava Sant Jordi situada sota la masia-residència de la família Canals, primer com a carner (fresquera) i a partir de l’any 1882 per a elaboració i criança del cava.
Prop de la seva residència, coneguda com a Can Canals, Magí Canals disposava d'un terreny amb porxades i patis situat dins la mateixa illa. Per altra banda, segons projecte de Llorenç Oller i Bultó, l'any 1875 Magí Canals i Ferrer, decideix bastir davant la seva casa, a l'altra banda del carrer Major, un pati clos amb una instal·lació per produir cava i una bodega.
Anys més tard, l'any 1890, Isidre Capellades Goulart va vendre uns terrenys adjacents al jardí de la família Goulart, a Josep Canals i Nubiola, que tot seguit encarregà la construcció d'unes caves al mestre de cases barceloní Josep Bou Estruch. Bou havia arribat a la població per treballar en l'edificació de la nova església parroquial. Es van excavar un quilòmetre de galeries a 30 metres de profunditat.
Anys més tard (1914) seguí la perforació de les caves aprofitant el pati que el propietari disposava a l'altra banda del carrer Major, conegut com a "Clos de Can Canals". Per passar d'un edifici a l'altre, era necessari travessar el carrer Major en línia recta en tota la seva amplada a una fondària de 8 metres. Segons el projecte, la galeria havia de tenir una alçada de 3 metres i una amplada màxima també de 3 metres i les parets, volta i terra havien d'anar revestides amb maó i ciment.
L'any 1920 es va construir el nou celler modernista coincidint amb un dels moments de màxima esplendor de les caves. L'any 1988 es va realitzar una ampliació de les instal·lacions amb el "Proyecto de Ampliación de la Industria de Elaboración de Vinos Espumosos" situada en el carrer Major 3, en el mateix lloc on hi era bastit el "Clos de can Canals", així com també la construcció d'un nou túnel de connexió.
El conjunt el formen tres tipus de construcció diferent: Masia, nau de celler i caves. La nau de celler (actualment d’expedició), orientada perpendicularment al carrer, està formada per un joc d’arcs de mig punt apuntats, en el sentit de la nau, una volta de canó seguit i una galeria superior. L’obra és de ceràmica massissa enguixada i unes bigues de formigó armat recolzen un forjat de revoltons sobre embigat de ferro. L’exterior és una façana de composició d’obra vista sobre un basament de pedra i elements decoratius alternant amb coronaments de ceràmica vidrada verda representant raïms. Les caves formen una seqüència de galeries a diferent nivell excavades de forma tradicional en campanyes successives des de l’any 1860.
Les actuals caves Roger Goulart van ser anteriorment les caves Canals i Nubiola i són considerades les caves subterrànies més antigues de Catalunya.
La denominació de l'empresa elaboradora de cava Roger Goulart agermana dues de les nissagues més representatives de Sant Esteve Sesrovires: els Goulart, o Gulart i els Canals. Els primers eren originaris del País Basc francès i van arribar a la població a finals del segle XVIII (una branca de la família fundaria can Golart d'Esparreguera).

### Masia Can Farràs[17][18][19]

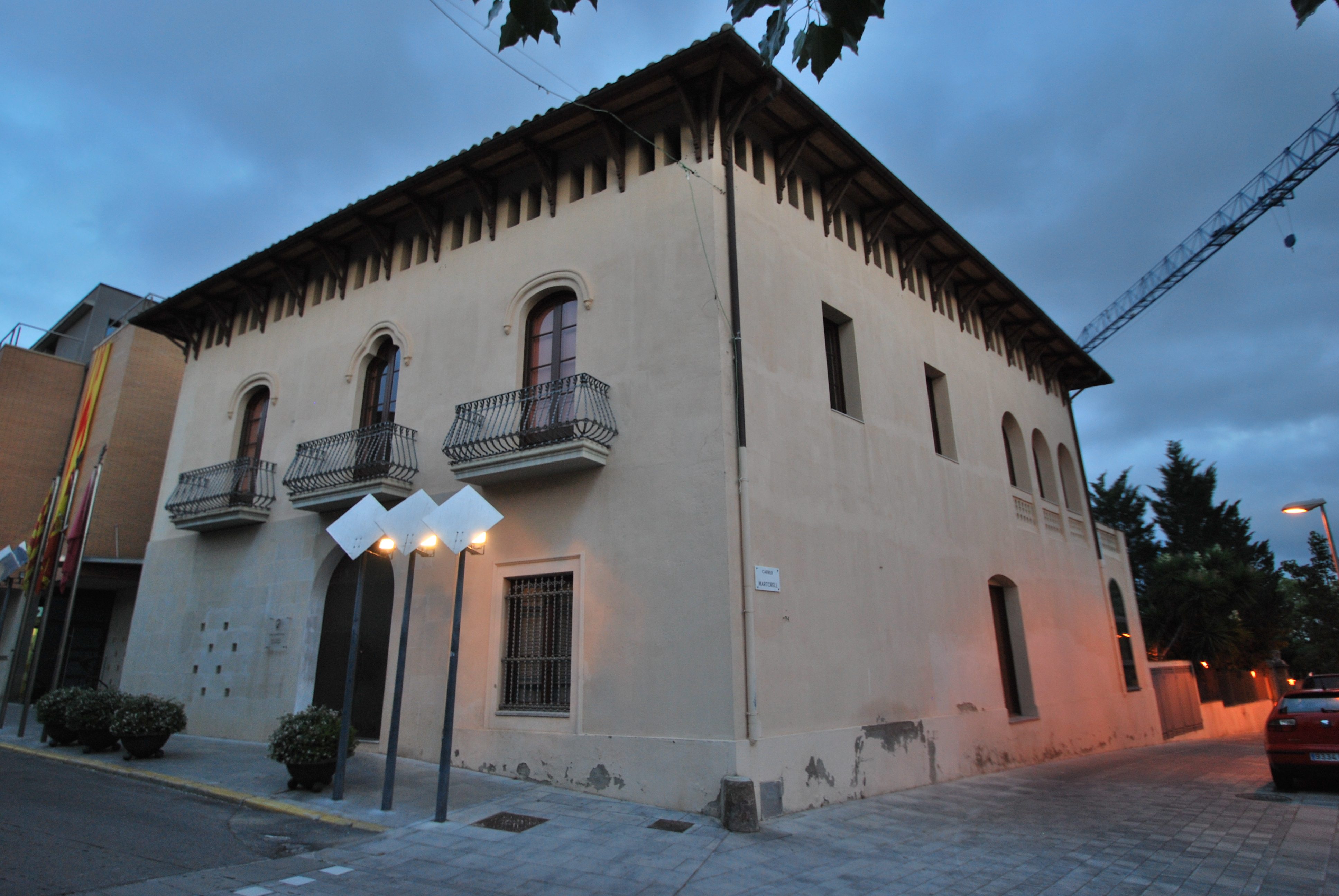
Can Farràs

L’origen de Can Farràs es remunta al segle XIX, quan la família Gulart (el cognom apareix escrit de diverses formes: Golard, Gulart, Golart o Gular) s’estableix a Sant Esteve Sesrovires per dirigir un negoci de vins i caves. Construeix l’edifici i les caves a la banda de llevant del carrer Major, al centre del poble, i al costat d’una altra gran casa senyorial, la casa Canals.
L’any 1886 es presenta el “Proyecto de reforma para mejorar la entrada al pueblo de San Estevan Sarroviras” que pretén millorar l’accés al centre del poble amb l’obertura d’un nou carrer, el carrer de Martorell.
Per poder rectificar el carrer Major i ampliar i millorar l’accés d’entrada al poble, s’havia d’expropiar part de la finca de Magí Canals i enderrocar part de la casa Gulart, per la banda que donava a l’actual carrer de Martorell. En aquell moment la propietària era Francisca Gulart Fontanals.
Anys més tard, l’edifici canvia de propietari i passa a anomenar-se Can Farràs. A l’expedient de “Reforma de la plaza de la Iglesia y calles contiguas”, de 1909, un cop obert el carrer de Martorell, apareix grafiat el nom de Josep Farràs com a propietari de l’antiga finca Gulart.
És en aquest moment quan José Farràs i Soldevila presenta una sol·licitud demanant permís per a la construcció d’una nova casa que hauria de substituir l’antiga casa Gulart. La nova construcció ocuparia la cantonada del carrer Major amb el nou carrer de Martorell, amollant-se completament a la nova alienació de vials.
Pedro Ros i Tort va ser l’arquitecte que va projectar Can Farràs. El resultat va ser un edifici que encara avui dia manté el mateix aspecte exterior: planta quadrangular amb coberta a quatre aigües, distribuït en planta baixa, planta pis i golfes. Per la banda del darrere, el terreny baixa i s’accedeix a un semisoterrani que dóna al jardí. La façana principal, a la planta pis, disposa de tres balcons amb baranes de bon forjat. Destaca el gran ràfec de la coberta, sota el qual s’hi disposen la filada de finestres de les golfes.
Pel que fa a l’interior, en canvi, sí que ha patit diverses reformes. En els anys 50 l’edifici es reforma interiorment amb la construcció de nous serveis i cuina, la modificació de la porta d’entrada i el tancament d’una part dels porxos, sense provocar modificacions importants en l’estructura de l’edifici. També, durant la primera meitat del segle xx, es construeix un edifici annex i adossat a l’edifici principal.
Per la seva situació entre els carrer Major i Martorell, per tant, per la seva centralitat dins el conjunt del poble, Can Farràs va ser adquirit per l’Ajuntament de Sant Esteve Sesrovires per a ubicar-hi la Casa Consistorial. L’acord es va fer el 18 de març de 1986 i l’adquisició l’any 1987. Es va comprar a Jaume Farràs i Coromines en representació de IROKO S.A. Posteriorment, s’iniciaren les obres de rehabilitació per habilitar-hi els serveis municipals. El projecte de rehabilitació es va limitar a la reforma interior de la planta baixa i primera de l’edifici principal, deixant per a una segona fase la planta soterrani (Celler) i les golfes, així com l’edifici annex.
Es va inaugurar el 4 d’agost de 1989.
A partir d’aquest moment, l’edifici de l’Ajuntament ha patit dues reformes més. La primera, l’any 1999, va afectar només a la planta baixa. Les necessitats de la pròpia administració van fer necessari un augment dels espais de treball. Es portà a terme una reforma que va consistir en l’ampliació de la planta baixa, amb l’ocupació del porxo que dóna sobre el jardí existent. Aquest porxo comunica directament amb una sèrie de dependències les quals van quedar ampliades per la seva banda posterior, ocupant una part del porxo, i a la vegada va permetre una comunicació entre tots aquests departaments sense haver d’accedir al vestíbul general.
La segona i última reforma data de l’any 2000. El Projecte bàsic i executiu per a l’ampliació de la Casa Consistorial contemplà l’enderroc de l’antic edifici annex i la construcció d’una nova edificació que permetés ubicar-hi alguns serveis municipals que en aquell moment es trobaven dispersos en locals de lloguer. El resultat va ser una nova construcció totalment comunicada amb l’edifici principal i perfectament integrada en el conjunt. L’any 2001 es col·locà la primera pedra i finalment el 26 de març del 2003 s’inaugurà l’edifici de l’Ajuntament tal com el coneixem avui dia.

### Masia Ca n'Estella[20][21]
Masia documentada des de 1744 dedicada actualment a la producció de vins i cava. Destaca l'àmplia galeria porxada que enllaça en angle recte amb la façana principal, dibuixant un pati tancat d'una gran harmonia.
El seu origen pot datar-se al segle XI o XII com ho demostren els arcs romànics trobats a l'interior del mas.

### Masia Can Llopet de Dalt[22]
Masia de planta baixa i planta sotacoberta amb coberta a dues aigües. La façana principal és composta per un portal de punt rodó i un conjunt de finestres de gran simplicitat. Es comprova que la casa original ha sofert vàries ampliacions al llarg del temps. El conjunt de can Llopet de Dalt es compon de la masia original i un conjunt de cossos construïts al seu voltant. Davant la façana principal s'hi configura un pati o esplanada d'accés, amb les instal·lacions de l'hípica a una banda i un racó enjardinat amb una gran alzina a la banda oposada. Aquesta alzina, degut a la seva magnitud i singularitat, és coneguda com l'Alzina de can Llopet de Dalt. L'accés a Can Llopet de Dalt es fa des del camí de Can Prats, que va des de Can Prats al Polígon industrial Sesrovires. En el "Nuevo Nomenclator" de l'any 1851 apareix Can Llopet de Dalt descrit com una masia composta per un sol edifici. L'edifici està situat a la banda de llevant del municipi sobre l'antiga carretera de Capellades a Martorell molt a prop de Can Prats.

### Masia Can Llopet de Baix[23]
Can Llopet de Baix és situat a peu de la carretera que va des de Can Prats a Sant Esteve de Sesrovires pel camí del cementiri prop el torrent dels Llops. Habitatge unifamiliar de tipologia rural compost per diferents cossos que componen un conjunt edificat de planta rectangular a diferents alçades, però conservant la simplicitat i singularitat de l'arquitectura popular del lloc. Sota Can Llopet de Baix hi havia un antic Mas que fa més de 80 anys que va desaparèixer, i al costat hi havia una font coneguda amb el nom de la Font del Mas. En el "Nuevo Nomenclator" de l'any 1851, apareix Can Llopet de Baix descrit com una masia composta per un sol edifici. Ara bé, a la planimetria de les Minutes de la Cartoteca de Catalunya de principis de segle, la casa de Can Lopet de Baix, apareix indicada com una barraca, fet que manifesta que aquesta construcció sempre ha estat històricament menys representativa que la bastida a dalt del turó, coneguda com Can Llopet de Dalt. L'edifici està situat a la banda de llevant del municipi a redós de l'antic camí de Can Prats.

### Masia Can Mercader[24]
Can Mercader és una masia tradicional catalana que data de l'any 1511; ha tingut moltes transformacions. El nom original de l'antic mas era Mas Parellada. En els documents del segle XIX es fa reiterada referència al Mas Parellada i les terres del manso Parellada, propietat a principis de segle del marquès de Castellbell. L'any 1873 es fa referència a una peça de terra d'11 Ha de l'heretat del Mas Parellada. L'adquirent pagarà cada any al senyor que li ha establert la peça de terra, la tercera part de brema a la casa de l'heretat del Mas Parellada. En un document de l'any 1906, es fa referència a Antoni Bonastre i Romeu com a masover de l'heretat Parellada o casa Mercader, la qual era propietat de l'excel·lentíssim senyor marquès de Castellbell. Així doncs, els documents de finals del segle XIX ja contemplen la casa de l'heretat com a casa Mercader, família de masovers que li va donar nom. L'any 1922 el marquès de Castellbell cedeix totes les terres que estaven plantades de ceps als parcers així com també als masovers. Una de les persones que firma el document d'acceptació és Pedro Mercader.

### Masia Can Domènech[25]
Can Domènech és una masia localitzada a la banda nord-est del municipi de Sant Esteve Sesrovires. La masia està situada a la banda de llevant del camí de Ca n'Amat i a ponent del polígon industrial de Ca n'Estella, molt a prop de la masia de Can Serra i amb accés des del camí de Can Domènech. La casa conserva la seva tipologia de masia tradicional. A la finca hi trobem el cos principal de la masia i un segon cos que funciona com annex a la casa original. Al voltant de la masia de Can Domènech ha una zona enjardinada on hi és construït un petit estany amb un sistema de reciclatge d'aigua a la seva banda de llevant. Prop de l'estany hi trobem una Alzina, que per la seva antiguitat i dimensió també ha estat considerada element singular dins el mapa de patrimoni. La casa conserva la seva tipologia tradicional amb els trets característics de la masia catalana. La façana principal de l'antic habitatge, és de planta baixa i planta pis amb portal d'arc de punt rodó i ràfec construït amb dues filades mixtes de rajola i teula amb canaló també de teula aràbiga de terra cuita. Adossat a la casa original, s'hi disposa un cos destinat a magatzem i annexes productius de la casa amb entrada independent des del jardí. A l'interior de Can Domènech, cal destacar l'existència d'un celler situat a una planta semisoterrada a la zona més fresca de la casa. Aquest celler conserva un important conjunt de botes on hi reposava el vi que es produïa a la casa. També cal destacar un conjunt d'estris relacionats amb l'elaboració de vi: una col·lecció d'antigues portadores, samalers, els cups i una premsa, entre d'altres. A l'entrada de la finca el visitant hi troba una barca, situada en un parterre del jardí. Aquesta barca, un cop restaurada, va ser traslladada a Can Domènech, fruit de la singular afició que tenia l'antic propietari vers la mar. La Casa Domènech apareix a l'estadística general de la població el 5 d'abril de 1773. En el "Nuevo Nomenclator. Provincia de Barcelona. Partido judicial de Sant Feliu de Llobregat. Ayuntamiento de San Esteba Sasroviras" de l'any 1851, la masia de Can Domènech es compon de dos edifcis.

### Masia Can Serra[26]
Can Serra és una masia localitzada a la banda nord-est del municipi de Sant Esteve Sesrovires. La masia està situada a la banda de llevant del camí de Ca n'Amat i a ponent del polígon industrial de Ca n'Estella, molt a prop de la masia de Can Domènech. L'accés a la masia de Can Serra, es similar a l'accés a la masia de Can Domènech. Des de la rotonda del camí de ca n'Amat o des del camí del polígon industrial de Ca n'Estella, s'arriba fàcilment a ambdues masies. En fer les obres de rehabilitació per la instal·lació del Centre de Serveis Gerontològics, l'antiga casa de Can Serra es va enderrocar. En el projecte, es va decidir reproduir l'antic volum i tipologia de la masia, però construïda de nou. La finca es compon de l'antic volum, totalment construït de nou, una ampliació d'imatge contemporània i un gran espai obert que funciona com a pati o jardí del centre. A l'entrada de Can Serra hi ha un gran roure, que per la seva magnitud i antiguitat ha estat considerat com element singular en aquest mapa de patrimoni. Actualment a Can Serra hi funciona un Centre Municipal de Serveis Gerontològics, inaugurat el dia 25 de setembre de 2010. En el "Nuevo Nomenclator" de l'any 1851 apareix Can Serra descrit com una "alqueria" o casa de labor, composta per dos edificis. L'edifici queda situat a redós de l'antic camí de Can Sunyol i molt a prop del camí de can Serra, el qual mena directament fins al centre del nucli urbà.

### Masia Can Margarit[27]
Edificació de planta rectangular, amb coberta de teules a dues vessants i una torre mirador de planta rectangular, amb dues finestretes bessones a cada cara de cada pis, i acabada en merlets. Dalt de tot té una petita llanterna amb coberta piramidal. Actualment es troba dins dels terrenys del Centre Penitenciari Can Brians. Probablement ja existia, com a mínim, des del segle XVIII. Va ser reformada a finals del segle XIX o inicis del XX. A redós seu va sorgir un veïnat al qual dona el nom.

### Masia Can Bargalló[28]

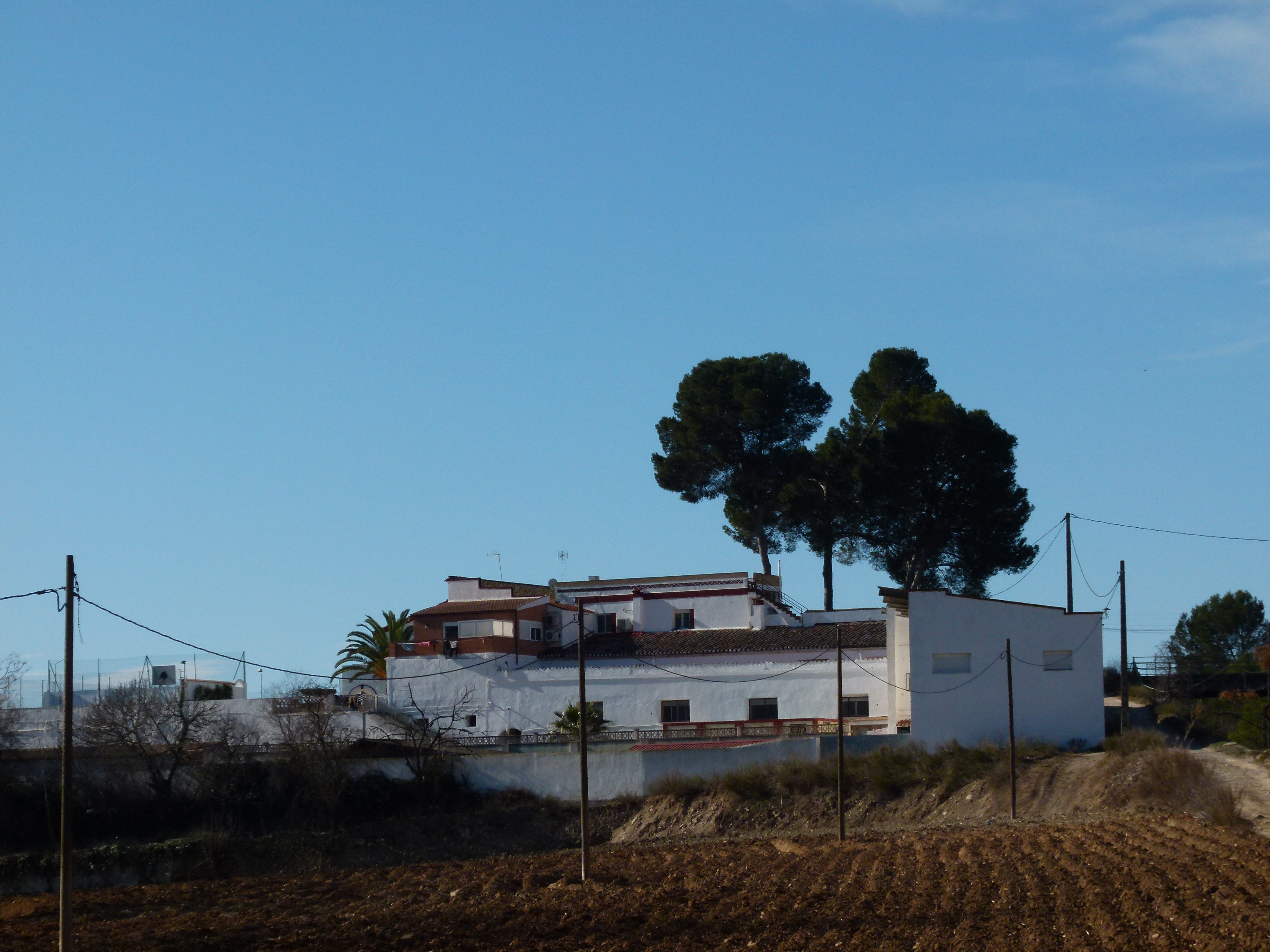
Can Bargalló

La casa o masia de Can Bargalló va donar nom a l'antic caseriu o veïnat de Can Bargalló. Can Bargalló està situada a la banda sud del municipi, tocant al riu Anoia, entre el torrent de Can Bargalló, el qual circula per la seva banda de ponent i el torrent de Can Margarit (antigament torrent de Can Gros) que circula per la seva banda de llevant, a redós de l'antic camí de Can Bargalló. El conjunt de Can Bargalló està configurat per l'antic veïnat de Can Bargalló i la masia pròpiament dita, ambdós separats actualment per la via del tren, quedant comunicats per un pont superior que la travessa. La casa de Can Bargalló queda situada a banda de tramuntana de la via. La finca està configurada per la casa original de Can Bargalló i un conjunt de cossos annexos i patis que l'envolten, els quals componen el conjunt actual en funcionament. Al recinte de Can Bargalló s'hi accedeix a través d'una portalada oberta en el mur de tancament de la finca, el qual dona accés a un primer pati. Dins el conjunt edificat, la casa original conserva externament la seva antiga volumetria tot i que ha estat molt transformada en obertures i acabats. Davant la façana principal de la casa de Can Bargalló s'hi troba una zona enjardinada i a la seva banda de tramuntana un gran pati amb visió sobre el riu Anoia. A la part de llevant de la casa, en un nivell inferior, hi són bastits un conjunt de cossos annexos i un antic molí de vent el qual, degut a les seves característiques arquitectòniques i constructives, ha estat considerat com element singular dins el mapa de patrimoni. La Casa de Bargalló apareix a l'estadística general de la població el 5 d'abril de 1773. En el Nuevo Nomenclator. Provincia de Barcelona. Partido judicial de Sant Feliu de Llobregat. Ayuntamiento de San Esteba Sasroviras de l'any 1851, el caserío Bargalló es compon de set edificis, entre els quals hi seria inclòs la casa de Bargalló. Aquesta construcció es troba inclosa al Llistat de Patrimoni Cultural i Històric que edita l'Agència Catalana de l'Aigua dins de la Planificació de l'Espai Fluvial (PEF) de les conques del Baix Llobregat i l'Anoia amb el número ANL82085500002 Actualment a Can Bargalló hi funciona REMAR. És una ONG les segles de la qual signifiquen "Rehabilitació de Marginats", destinada a ajudar a tot tipus de gent marginada. L'obra social de REMAR engloba a 17 associacions a Espanya i més de 40 arreu del món.

### Masia Can Tovelleta[29]
Can Tovelleta és una antiga casa rural o masia situada a la banda nord del terme municipal, gairebé tocant al seu límit municipal. Per la seva banda nord hi circula el torrent de Can Noguera i per la banda sud la carretera que comunica Vallserrat amb Can n'Amat, des d'on s'accedeix a la finca a través d'una carretera que porta a Can Tovelleta, a Can Garrigosa i també a Can Gener, les dues últimes ubicades en el terme municipal d'Abrera. Per la banda de ponent de la finca hi circula el Ferrocarril de Barcelona a Igualada. Habitatge unifamiliar de tipologia rural compost per diferents cossos que componen un conjunt edificat de planta quadrangular amb un pati central. La casa és envoltada per terres de conreu, però a la seva banda de tramuntana disposa d'una extensa zona de bosc coneguda com el Bosc de Can Tovelleta. Actualment aquest bosc és creuat per una línia elèctrica d'Alta tensió i la seva major part és situat dins al terme municipal d'Abrera. La casa ha sofert moltes transformacions i actualment presenta una tipologia molt desfigurada, fruit de les successives ampliacions realitzades en diferents moments constructius, depenent de les necessitats dels seus usuaris. Can Tovelleta no apareix a l'estadística general de la població fins al 5 d'abril de 1773. En el "Nuevo Nomenclator. Provincia de Barcelona. Partido judicial de Sant Feliu de Llobregat. Ayuntamiento de San Esteba Sasroviras" de l'any 1851, apareix "Can Tobella" inscrita com una alqueria amb un total de dos edificis. L"alqueria", segons el document era una casa de labor considerada com una hisenda. A la planimetria històrica de la Cartoteca del ICC, apareix la casa com a Can Tubella i a altres documents apareix com Can Tobella. A la planimetria de principis del segle xx, el camí que actualment serveix per accedir a la finca i mena també a Can Garrigosa i a Can Gener, era identificat com l'antic camí de Ca n'Amat a Esparreguera, el qual un cop creuat el torrent de can Noguera girava cap a llevant per dirigir-se a Can Gener i posteriorment cap al nord per dirigir-se a Esparreguera.

### Masia Can Gros[30]
La masia de can Gros està situada al costat de l'inici del camí de can Bargalló, davant el bosc de Can Margarit a la banda sud de la carretera B-224 que va de Martorell a Capellades. La finca dona façana al carrer del Comerç del Polígon industrial Anoia. Construcció de planta rectangular, amb un cos annex que forma un pati a la part anterior de la construcció. La coberta és de teules a un vessant. Destaca la torre mirador, de planta quadrada, amb coberta piramidal i detalls ornamentals de caràcter historicista dins d'una tendència neoromànica.

### Masia Can Sitges[31]
Can Sitges està situat a la banda nord-oest del municipi, a l'alçada sud de l'actual urbanització de Vallserrat, entre el torrent de Can Sitges i el camí de Sant Esteve, que antigament corresponia a un tram de l'antic camí que circulava de la Beguda a Sant Esteve. D'aquesta antiga via sortia el camí de Can Sitges, que passava per la casa de Can Sitges i continuava fins al poble de Sant Esteve Sesrovires, entrant directament pel carrer dels Germans Bach. Està reformada i es troba dins la urbanització Vallserrat. Aquesta casa també era coneguda com a Can Pixa. La "Casa de Sitjas" o "Can Sitjes" apareix a l'estadística general de la població el 5 d'abril de 1773. En el "Nuevo Nomenclator. Provincia de Barcelona. Partido judicial de Sant Feliu de Llobregat. Ayuntamiento de San Esteban Sasroviras" de l'any 1851.

### El Maset[32]

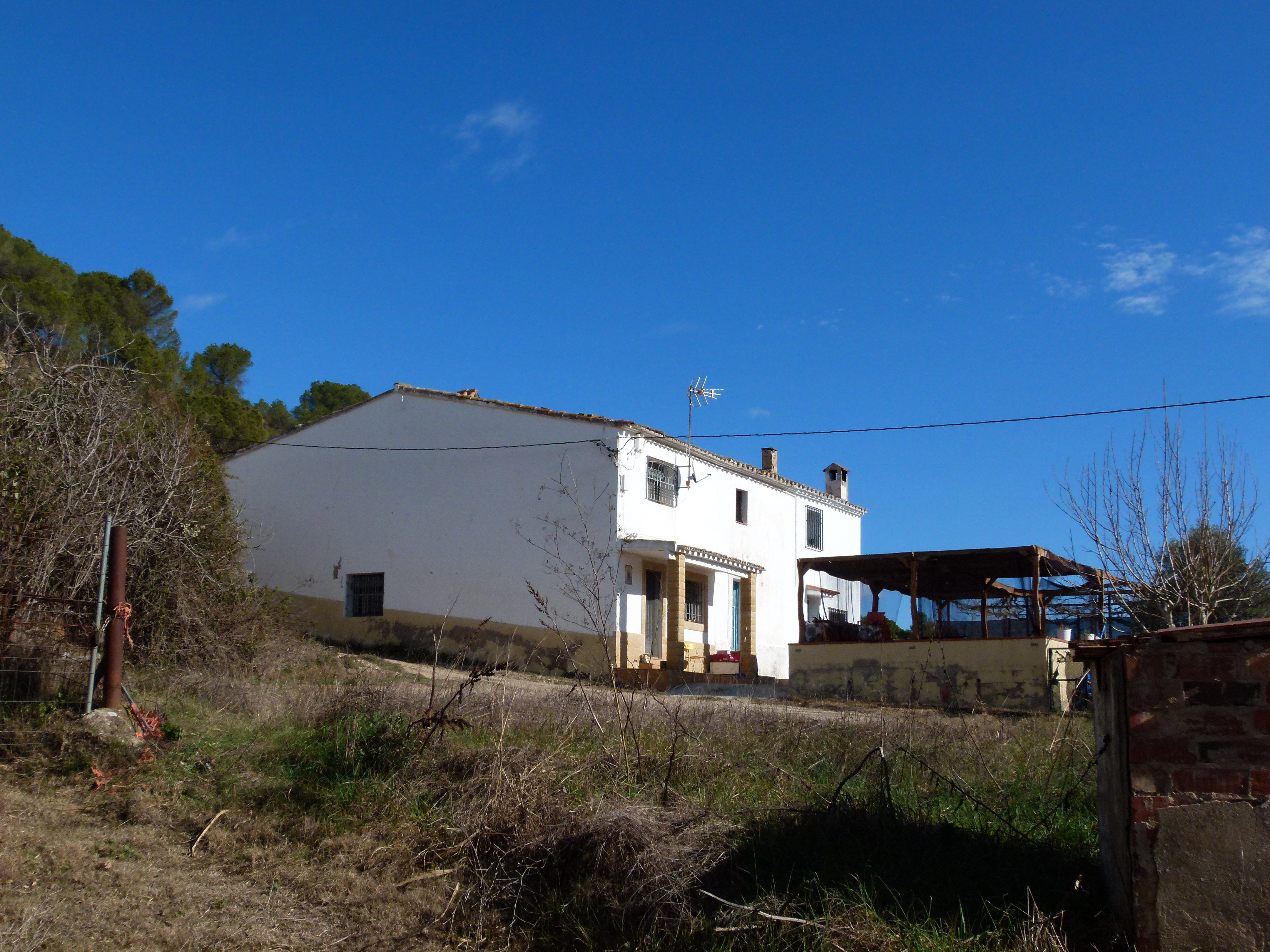
El Maset

El Maset és un conjunt edificat que està situat a la banda sud del municipi de Sant Esteve Sesrovires, sobre l'actual línia de Rodalies C4 a la banda de llevant del torrent del Grau. Al conjunt del Maset s'hi accedeix des del Camí de la Mata per la banda nord i des del Camí de Can Bargalló al Maset per la banda de ponent, camí que circula en paral·lel al riu Anoia. Un tercer camí es dirigeix vers el sud, el qual un cop travessada la via del tren per un pas inferior, gira vers ponent i travessa el pla de La Torrassa fins a Martorell. El Maset està configurat per un conjunt d'edificacions de tipologia rural de gran simplicitat, sense presentar cap edifici principal que singularitzi el conjunt. El Maset no apareix a l'estadística general de la població el 5 d'abril de 1773. En el "Nuevo Nomenclator. Provincia de Barcelona. Partido judicial de Sant Feliu de Llobregat. Ayuntamiento de San Esteba Sasroviras" de l'any 1851, apareix "La Teuleria o El Maset de la Teuleria", inscrit com una masia amb un total de dos edificis. En el mateix document apareix inscrit el Maset de can Margarit, fet que sembla confirmar que el Maset de la Teuleria correspondria a l'actual Maset pròpiament dit.

## Llista de monuments
Llista de monuments de Sant Esteve Sesrovires